# Marcjanka (Mazovie)
Pour les articles homonymes, voir Marcjanka.
Marcjanka (prononciation : [mart͡sˈjaŋka]) est un village polonais de la gmina de Wyszogród dans le powiat de Płock de la voïvodie de Mazovie dans le centre-est de la Pologne.
Il se situe à environ 6 kilomètres à l'ouest de Wyszogród (siège de la gmina), 33 km au sud-est de Płock (siège du powiat) et à 64 km à l'ouest de Varsovie (capitale de la Pologne).

## Histoire
De 1975 à 1998, le village appartenait administrativement à la voïvodie de Płock.